# غران تورزمو كونسبت
غران تورزمو كونسبت (بالإنجليزية: Gran Turismo Concept)‏ ، هي لعبة فيديو من نوع سباقات السيارات، أنتجت عام 2002 ، ووزعت نسختها الحصرية في اليابان والنسخة الأخرى في كوريا الجنوبية الحصرية، والنسخة الدولية.